# Église Saint-Remi de Tavigny
Pour les articles homonymes, voir Église Saint-Rémi.
L'église Saint-Remi  ou église Saint-Remy est un édifice religieux catholique classé situé dans le village de Tavigny faisant partie de la commune de Houffalize en province de Luxembourg (Belgique).

## Situation
L'édifice est situé dans le noyau ancien et sur une petite butte au centre du village ardennais de Tavigny. Il est entouré par son vieux cimetière herbeux aux croix éparses soutenu en partie par un mur en pierres de schiste.

## Historique
La présence d'une église antérieure sur ce site est nommée dans le Polyptyque de Prüm en 893. Elle occupait le site du Mont Saint-Martin révélé important par des fouilles. L'église actuelle a été érigée au début du XVIIIe siècle, vraisemblablement entre 1701 et 1736. Elle est rénovée en 1866, 1886 et 1967. 

## Architecture
L'église est réalisée en pierres de schiste ardennais blanchies et la toiture en ardoises. La tour carrée presque aveugle de trois niveaux est surmontée d’une flèche d’ardoises octogonale ponctuée d'une croix en fer forgé. Sur la face nord de la tour, se trouve le portail d'entrée cintré en schiste ardoisier, avec bases, impostes panneautées et claveau central en grès. La nef est constituée de trois travées percées de baies cintrées à encadrements en grès et le chevet à trois pans coupés possède aussi une baie similaire sur son pan axial. Une seconde croix en fer forgé se dresse au-dessus de ce chevet.

## Intérieur
Parmi les éléments les plus anciens et les plus représentatifs de l'intérieur de cette église, on peut voir les trois autels du XVIIIe siècle, la chaire de vérité, les confessionnaux et les statues de Sainte-Barbe, Saint-Gengoux et Saint-Rémi. Le sculpteur Jean-Georges Scholtus (1681-1754) de Bastogne en est l'auteur. Dans le chœur se trouvent trois pierres tombales des anciens seigneurs de Tavigny au nom de Charles d'Ouren (1676), d'Auguste de Dobbelstein en 1811 et la 3e au nom de son épouse, Marie-Thérèse de Ludre, morte en 1803.

## Classement
L'église Saint-Remy est classée depuis le 5 avril 1972 et reprise sur la liste du patrimoine immobilier classé de Houffalize.